# ウッドの記法
ウッドの記法（—のきほう）は結晶表面の結晶構造の表記法の1つである。ウッドの記法は、Woodの記法あるいはウッドの表記法などともいわれる。
一般に結晶表面は2次元結晶となることが多いが、表面再構成や吸着により、理想表面とはことなる周期構造を持つことが殆どである。そのため、『結晶をどのような方向に切断したのか』をあらわすミラー指数に加え、結晶表面の周期性（特に並進対称性）をあらわす何らかの方法が必要である。そこで、結晶表面の現実の（二次元）結晶構造のうち、格子の構造（もっといえば結晶軸）のみに着目し、『その表面の結晶軸』を『理想表面の結晶軸』を基準に行列を用いて表すこと（『行列による表記法』）が提案された。二次元結晶の結晶軸は、数学的には『二本の幾何ベクトルの組』である。そして、ベクトル間の一次変換(線形変換)を表すには必然的に行列が必要となるが、『行列がどのような変換を表すか』を 直感的に把握するのは難しい。そこで、本式の表記法である行列による表記法を用いずとも表記できる場合には、直感的にわかりやすい簡略表記として提案された『ウッドの記法』に基づいて Si(111)-(7×7) のような形で表面の構造を表すことが多い。
文献によっては、行列による記法、ウッドの記法は『結晶表面の構造を表面第一層の結晶軸を基準にして、表面の構造を記述するもの』と定義しているが、『それらの文献における表面第一層』とは、本記事による理想表面とほぼ同義である。
なお、表面第一層とは、表面科学における紛らわしい専門用語のひとつである。紛らわしいというのは、『表面第一層』というのが文字通りの意味での表面の1層つまり『結晶内部と真空との境界』を指さない場合がある点においてである。『結晶内部と真空との境界』を指さない場合の『表面第一層』の意味にもいろいろなものがあるが、ここでは、本文でいっている意味での『表面第一層』について説明する。一般に『結晶内部と真空との境界』から、切断方向（ミラー指数を用いて(klm)面とする）と平行な数層下の層（原子団が存在する平面）はバルクの構造と同じ並進対称性、つまり（(klm)面の）理想表面と同じ構造をもつ平面となる。そのような層のうち、最も真空側に近い層を表面第一層とよぶ。二層目以降は真空側とは反対側に第二層、第三層…と名づけていく。このような名づけ方で呼ばれる『表面第一層』をまぎらわしさを避ける表現で言うとしたら『理想表面第一層』という言い方が妥当である。

## 行列による記法
まず、本式の表記法である『行列による記法』について説明する。『行列による記法』は『行列による表記法』、『行列表記法』等とも言われる。ある結晶表面の『理想表面の結晶軸』が{\displaystyle {\vec {{b}_{1}}},{\vec {{b}_{2}}}}であり、
その表面自身（つまり現実の表面）の結晶軸が{\displaystyle {\vec {{c}_{1}}},{\vec {{c}_{2}}}}だったとする。結晶軸の定義から言うまでもないが、結晶軸は、理想表面、実表面それぞれのブラベー格子に対応して、標準的に定められたルールに従って選ぶものとする。このとき、これらのベクトル同士の変換は、必ず関係式“（1）”の形で書ける。つまり“（1）”の関係を満たす
ような係数{\displaystyle {k}_{11},{k}_{12},{k}_{21},{k}_{22}}が、必ず一意的に存在する。
{\displaystyle \left\{{\begin{matrix}{\vec {{c}_{1}}}={k}_{11}{\vec {{b}_{1}}}+{k}_{12}{\vec {{b}_{2}}}\\{\vec {{c}_{2}}}={k}_{21}{\vec {{b}_{1}}}+{k}_{22}{\vec {{b}_{2}}}\\\end{matrix}}\right.}　　(1)
式"(1)"を形式的に行列を用いて表記すると式"(2)"となる。
{\displaystyle \left({\begin{matrix}{\vec {{c}_{1}}}\\{\vec {{c}_{2}}}\\\end{matrix}}\right)=\left({\begin{matrix}{k}_{11}&{k}_{12}\\{k}_{21}&{k}_{22}\\\end{matrix}}\right)\left({\begin{matrix}{\vec {{b}_{1}}}\\{\vec {{b}_{2}}}\\\end{matrix}}\right)}　　(2)
式”（2）”の係数行列{\displaystyle \left({\begin{matrix}{k}_{11}&{k}_{12}\\{k}_{21}&{k}_{22}\\\end{matrix}}\right)}は、結晶軸同士の変換を完全に特徴付けている。そのため、この行列を用いてこの表面の並進対称性を
『この表面は{\displaystyle \left({\begin{matrix}{k}_{11}&{k}_{12}\\{k}_{21}&{k}_{22}\\\end{matrix}}\right)}
表面である』という言い方で記述する。この方法で結晶表面の
周期構造（並進対対称性）を表記するのが『行列による表記法』である。
参考までに、この行列は線形代数学でいうところの『基底の変換行列』(基底の取替え{\displaystyle {\vec {{b}_{1}}},{\vec {{b}_{2}}}\mapsto {\vec {{c}_{1}}},{\vec {{c}_{2}}}}）の行列)とは、異なった行列である。
ここでいう基底とは線形代数でいうところの基底である。この基底という言葉は英語のBasisという単語の訳だが、結晶学ではBasisとは、基本構造のことを指す。

## ウッドの表記法
ノーテーションは『行列による記法』と同じ、つまり
『表面の結晶軸』を{\displaystyle {\vec {{b}_{1}}},{\vec {{b}_{2}}}}
『理想表面の結晶軸』を{\displaystyle {\vec {{c}_{1}}},{\vec {{c}_{2}}}}
と書くことにしよう。結晶軸の定義から言うまでもないが、結晶軸は、理想表面、実表面それぞれのブラベー格子に対応して、標準的に定められたルールに従って選ぶものとする。
一次変換のうち最も直感的に分かりやすいものは『引き伸ばし』(相似拡大)と『回転』である。
表面の現実の構造が『相似拡大』と『回転』のみでかかれる場合には、その操作（一次変換）
をあらわす行列を書くよりも『どの方向にどれだけ引き伸ばし』、『何度回転させたか』
を直接的に説明したほうが分かりやすい。
そこで、先の結晶軸の変換が、『相似拡大』と『回転』の組み合わせのみで
書ける場合には、以下に説明するウッドの記法で表記する。逆に言うとウッドの記法によって表記できるのは、『相似拡大』と『回転』の組み合わせのみで書ける場合のみある。参考までに『相似拡大』と『回転』の組み合わせのみで
書けるためには、{\displaystyle \arg({\vec {{b}_{1}}},{\vec {{b}_{2}}})=\arg({\vec {{c}_{1}}},{\vec {{c}_{2}}})}
でなければならない。(argは、偏角を表す。)

### 相似拡大のみの場合
相似拡大のみの場合,つまり
{\displaystyle \left\{{\begin{matrix}{\vec {{c}_{1}}}=m{\vec {{b}_{1}}}\\{\vec {{c}_{2}}}=n{\vec {{b}_{2}}}\\\end{matrix}}\right.}　　(3)
の場合をウッドの記法に基づいて表すと、『{\displaystyle (m\times n)}構造』となる。ウッドの記法に基づく表面
構造の表記自体は、表面の命名法としてそのまま使われ、
『{\displaystyle (m\times n)}構造をとる表面』を、『{\displaystyle (m\times n)}表面』と名づける。
具体的な記法は、『物質名、ミラー指数、ウッドの記法によるインデックス』の順になる。つまり物質名が『A』でその『(klm)』面の再構成表面の構造が、『{\displaystyle (m\times n)}構造』（ウッドの記法によるインデックス）であるときには『{\displaystyle {\rm {{A}(klm)-(m\times n)}}}表面』と書く。例えばSi結晶の（111）面は、清浄な場合、つまり吸着物が何もついていない場合には、{\displaystyle (7\times 7)}構造を取る。この表面は、『{\displaystyle {\rm {{Si}(111)-(7\times 7)}}}表面』と名づけられる。
相似拡大のみの一次変換は、対角行列で表すことが出来る。従って、この表面の構造、つまり、ウッドの記法に基づいて、『{\displaystyle (m\times n)}構造』と表記される構造を、『行列による表記法』で表すと、『{\displaystyle \left({\begin{matrix}m&0\\0&n\\\end{matrix}}\right)}
構造』となる。

### 回転を含む場合
相似拡大と回転の組み合わせで表される場合,つまり
{\displaystyle \left\{{\begin{matrix}i)&|{\vec {{c}_{1}}}|=m|{\vec {{b}_{1}}}|\\ii)&|{\vec {{c}_{2}}}|=n|{\vec {{b}_{2}}}|\\iii)&\arg({\vec {{b}_{1}}},{\vec {{c}_{1}}})=\arg({\vec {{b}_{2}}},{\vec {{c}_{2}}})={\theta }^{\circ }\\\end{matrix}}\right.}　　(4)
であるときには、『{\displaystyle (m\times n)-r{\theta }^{\circ }}構造』と表記するのが（ウッドの記法では）正式である。ただし、慣例的に{\displaystyle -r{\theta }^{\circ }}の部分を省略し、単に『{\displaystyle (m\times n)}構造』と書くケースが多い。
参考までに上記“（4）”式の“iii）”が成立するには、暗に、
{\displaystyle \arg({\vec {{b}_{1}}},{\vec {{b}_{2}}})=\arg({\vec {{c}_{1}}},{\vec {{c}_{2}}})}
が成立していなければならない。

### 記号c,pのつけ方
ウッドの記法を用いる際にはセンタリング(c)、プリミティブ(p)を表す記号どちらか一方を入れることが出来る。
実表面、理想表面が共に二次元結晶で、その格子が共に面心長方格子（結晶軸を、『ユニットセルがセンタリング（面心点）を持つ』ように取る）のときには、『A(klm)-c(m×n)-Rθ°』のように(m×n)の前にセンタリングを意味するcを書く。このcは例によって省略されることがある。
なお、結晶軸とは結晶あるいは格子内の標準的な座標系のことである。全ての格子に対して（全てのブラベー格子毎に）どのように結晶軸を取るかが決められている（3次元、2次元共に）。したがって全ての結晶に対してどのように結晶軸を取るかが決められている。結晶軸は、3次元結晶の場合3本の一次独立な格子ベクトルベクトルの組、2次元の場合は2本の一次独立な格子ベクトルベクトルの組である。ただし、それが基本並進ベクトルであるとは限らない。その理由は回転対称性に対する配慮などからである。ただし、2次元結晶の場合は、面心長方格子を除き、結晶軸は基本並進ベクトルのひとつである。
一方、実表面、理想表面の格子が共に『面心長方格子以外』の場合は、（結晶軸を基本並進ベクトルでとる。別の（同値な）言い方をすればユニットセルがプリミティブセルとなるように取るので）『A(klm)-p(m×n)-Rθ°』のように(m×n)の前にプリミティブを意味するpを書く。このpは書かないことのほうが多い。たとえばSi(111)-(7×7)は、本来Si(111)-p(7×7)と書くべきだが普通は単にSi(111)-(7×7)と書く。
仮に実表面がの格子が面心長方格子だったとして、理想表面の格子がそうであるとは限らない。しかし、ウッドの記法を用いて実表面の構造が記述できるためには、『実表面の格子が面心長方格子であるならば理想表面の格子も面心長方格子』でなければならず、逆に『理想表面の格子が面心長方格子であるならば実表面の格子も面心長方格子』でなければならない。これは、ウッドの記法が、『実表面の結晶軸が、理想表面の結晶軸を相似拡大、回転だけで書ける』場合にしか使えないことによる。ただし、Ge(111)-c(2×8)表面のように、本来のルールを破った記法が定着している場合もある。
この指摘と同様に、ウッドの記法が、『実表面の結晶軸が、理想表面の結晶軸を相似拡大、回転だけで書ける』場合にしか使えないことから、
- - 『実表面、理想表面が共に二次元結晶で、その格子が共に面心長方格子』
  - 実表面、理想表面の格子が共に『面心長方格子以外』の場合

のどちらにも属さないケースでは、ウッドの記法が使えない。尤も『実表面、理想表面の格子が共に『面心長方格子以外』』としても、理想表面、実表面の格子の構造が異なれば使用不可能である。ただし、Ge(111)-c(2×8)表面のように、本来のルールを破った記法が定着している場合もある。

## これらの記法の問題点

### これらの記法で書けるもの書けないもの
まず、行列による記法、ウッドの記法は共に結晶表面の構造そのもので
はなく表面の格子の構造を記述するものなので、当たり前のことだが『結晶表面の構造そのもの』つまり原子配列自体は記述できない。『結晶表面の構造そのもの』を記述するためには、この情報（つまり、行列による記法又は、ウッドの記法によって与えられる情報、つまり格子についての情報）に加え『基本構造』が提示されること必要となる。

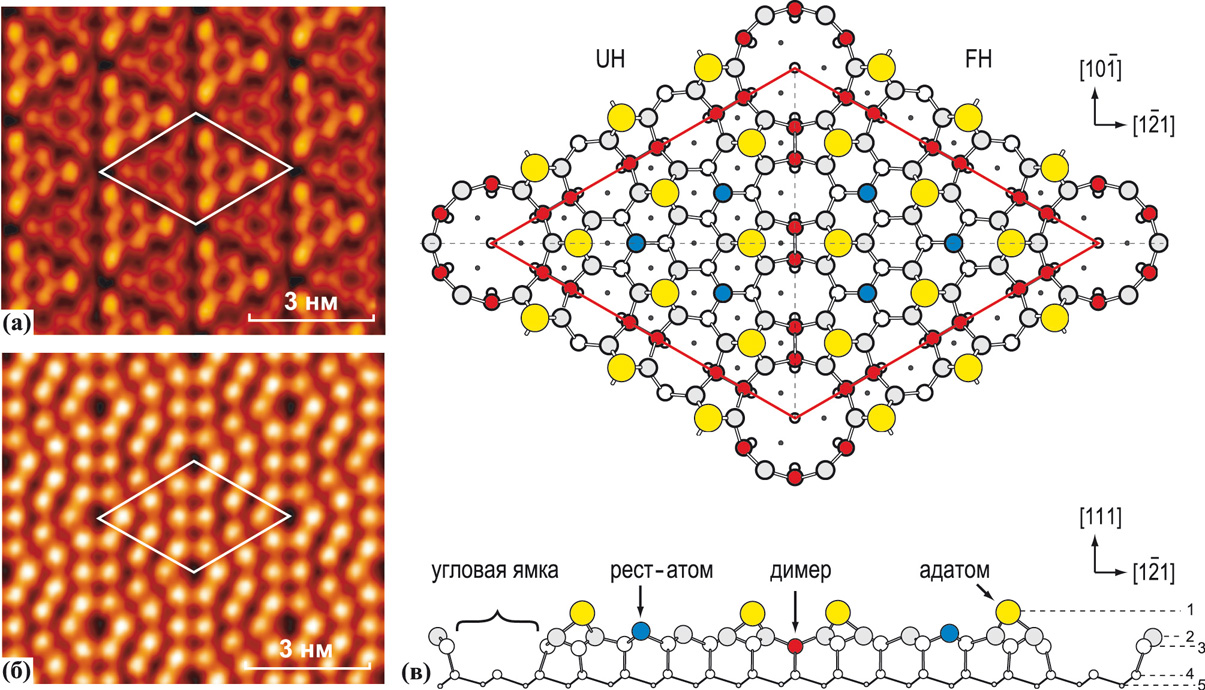
Si(111)-(7×7)表面の走査型トンネル顕微鏡像および模式図（DASモデル）。

参考までに『結晶表面の構造そのもの』を知ることと『格子の構造』を知ることの間に大きなギャップがあることを強く印象付けるエピソードを紹介する。Si(111)表面の最安定構造が(7×7)構造であることは、低速電子回折法（LEED）等の
電子回折法の実験から早々に分かっていた。つまり周期性（特に並進対称性）について（つまり格子の構造）の知見は早い段階で得られていた。しかし、実際の原子配列が決着するまでには長い時間がかかり、25年もの永い間様々な構造モデルが発表され、議論された。このエピソードは、格子の構造だけでは表面の構造の全てを語るどころか、原子配列すら完全には記述できないことを強く印象付ける。Si(111)-(7×7)表面の原子配列は東京工業大学の高柳邦夫らが提唱したDASモデルというとても複雑なものに決着した。決着の決め手となったのは走査型トンネル顕微鏡（STM）による測定結果がDASモデルと一致したことである。

### これらの記法の曖昧さ？
次に、行列による記法、ウッドの記法は共に、（現実の）表面、理想表面の両方の
"結晶軸の取り方"に依存するため、一見、本質的な曖昧さがあるように見える。ただし、
結晶軸の標準的な取り方は、各二次元格子に対して決められていて(ブラベー格子を参照)、それ以外の取り方はしない。そのため、行列による記法には曖昧さはない。従ってウッドの記法も、本質的には曖昧さはないのだが、前述のように『回転角の省略』がしばしば国際誌の上ですら慣例的に行われるので、その意味での曖昧さはある。

### 曖昧さ?の証明
"結晶軸の取り方"は標準化されていて、それ以外の取り方をしないので、行列による記法、ウッドの記法には共に曖昧さが無いことを先に説明した。
ここでは、
敢えて『結晶軸の取り方が標準化されていない』つまり、『結晶軸の取り方に任意性がある』場合、
言い換えれば、ウッドの記法や行列による記法の定義が結晶軸ではなく、基本並進ベクトルに基づいて定義されていたとした場合、
表記に本質的な曖昧さが生じることを
数学的に証明してみよう。
証明
{\displaystyle {\vec {{c}_{1}}},{\vec {{c}_{2}}}}がある表面の理想表面の格子{\displaystyle {L}}の基本並進ベクトルとする。このとき
{\displaystyle {\vec {{d}_{1}}}={\vec {{c}_{1}}},{\vec {{d}_{2}}}={\vec {{c}_{2}}}-{\vec {{c}_{1}}}}も又同じ格子{\displaystyle {L}}の基本並進ベクトルである。
このとき、{\displaystyle {\vec {{c}_{1}}},{\vec {{c}_{2}}}}を{\displaystyle {\vec {{c}_{1}}}}方向に
3倍し、{\displaystyle {\vec {{c}_{2}}}}方向に2倍することで得られる格子を{\displaystyle {L}_{1}}
{\displaystyle {\vec {{d}_{1}}},{\vec {{d}_{2}}}}を{\displaystyle {\vec {{d}_{1}}}}方向に
3倍し、{\displaystyle {\vec {{d}_{2}}}}方向に2倍することで得られる格子を{\displaystyle {L}_{2}}
としよう。このとき{\displaystyle {L}_{1}}の基本並進ベクトルは、{\displaystyle {\vec {{f}_{1}}}=3{\vec {{c}_{1}}},{\vec {{f}_{2}}}=2{\vec {{c}_{2}}}}
{\displaystyle {L}_{2}}の基本並進ベクトルは、{\displaystyle {\vec {{g}_{1}}}=3{\vec {{d}_{1}}},{\vec {{g}_{2}}}=2{\vec {{d}_{2}}}}である。
ここで{\displaystyle {\vec {{g}_{2}}}}の終点が、{\displaystyle {L}_{1}}の格子点だと仮定すると
整数{\displaystyle {z}_{1}},{\displaystyle {z}_{2}}により、
{\displaystyle {\vec {{g}_{2}}}={z}_{1}{\vec {{f}_{1}}}+{z}_{1}{\vec {{f}_{2}}}}
となるが、このことは、
{\displaystyle (3{z}_{1}-2){\vec {{c}_{1}}}=2(1-{z}_{2}){\vec {{c}_{2}}}}
となることを意味する。ここで、{\displaystyle {\vec {{c}_{1}}},{\vec {{c}_{2}}}}は一次独立であるため、{\displaystyle 3{z}_{1}-2,1-{z}_{2}}は共に0でなければならない。
従って、{\displaystyle {z}_{1}}は整数ではありえない。このことは矛盾である。
従って、{\displaystyle {\vec {{g}_{2}}}}は、{\displaystyle {L}_{1}}の格子点ではない。このことは{\displaystyle {L}_{1}}と{\displaystyle {L}_{2}}
が格子として異なることを意味する。■

### 誤用の慣例化
ウッドの記法においてもGe(111)-c(2×8)表面のように、
表記方法に誤用が定着した
例がある。
Ge(111)-c(2×8)表面においては、確かに、理想表面の結晶軸{\displaystyle {\vec {{b}_{1}}},{\vec {{b}_{2}}}}を
と表記した場合、
「{\displaystyle 2{\vec {{b}_{1}}},8{\vec {{b}_{2}}}}が張る平行四辺形」に中心点を加えたものを
ユニットセル(プリミティブセルではない)で定まる格子を考えれば確かに結晶の並進対称性を
完全に表記できる。つまり、全ての格子点を表記できる。また、この表面のアドアトム層は、これらの格子点に2つの原子を8A離して配置した構造をとっている。
ところが、このようにして取られたユニットセルは、この格子に対応したブラベー格子の取り方に反している。本来的にはこの格子は、別の面心長方格子を取るべきである。